# ریچارد دیلن
ریچارد دیلن (انگلیسی: Richard Dillane؛ زادهٔ ۱ ژانویهٔ ۱۹۶۴) یک بازیگر اهل بریتانیا است.
از فیلم‌ها یا برنامه‌های تلویزیونی که وی در آن نقش داشته است، می‌توان به آرگو، ماینداسکیپ، فرماندهٔ پرواز، احساسات متحد و تریستان و ایزولد اشاره کرد.